# Quarantine (2000)
Quarantäne (Originaltitel: Quarantine) ist ein TV-Thriller aus dem Jahr 2000 von Regisseur Chuck Bowman.

## Handlung
Ein Flugzeug, welches ein tödliches Forschungsvirus transportiert muss wegen eines schweren Unwetters in London-Heathrow notlanden. Dabei wird das Virus freigesetzt, infiziert die Rettungskräfte und kann sich unbemerkt in den Terminals verbreiten. Den britischen Behörden ist jedoch nicht bekannt, dass sich im Flugzeug ein tödliches Virus befunden hat. Der Flugbetrieb wird wieder aufgenommen. Als klar wird, dass die Personen in den Terminals dem Virus ausgesetzt waren, ist es bereits zu spät. Flugzeuge mit den Infizierten an Bord fliegen Ziele in der ganzen Welt an, auch mehrere amerikanische Städte.
Der US-Präsident Kempers beauftragt ein Team von Wissenschaftlern unter der Leitung von Dr. Galen Bronty mit der Suche nach einem Gegenmittel. Er selbst und sein Stab werden nach Rigby-Island, einer Insel im Nordwesten der USA evakuiert. Während sich das Virus bereits in vielen Teilen der Welt ausgebreitet hat, sucht Dr. Bronty verzweifelt nach einem Gegenmittel...

## Kritiken
- Lexikon des internationalen Films: Konventioneller Actionthriller, in dem sich auf nicht ganz erklärbare Weise die Schauspielerin Nastassja Kinski unter Wert verheizen lässt.[1]
- TV Spielfilm schrieb, der „kraftlose „Outbreak“-Verschnitt“ sei „belanglos, aber handwerklich solide gemacht“.[2]